# 箱崎パーキングエリア

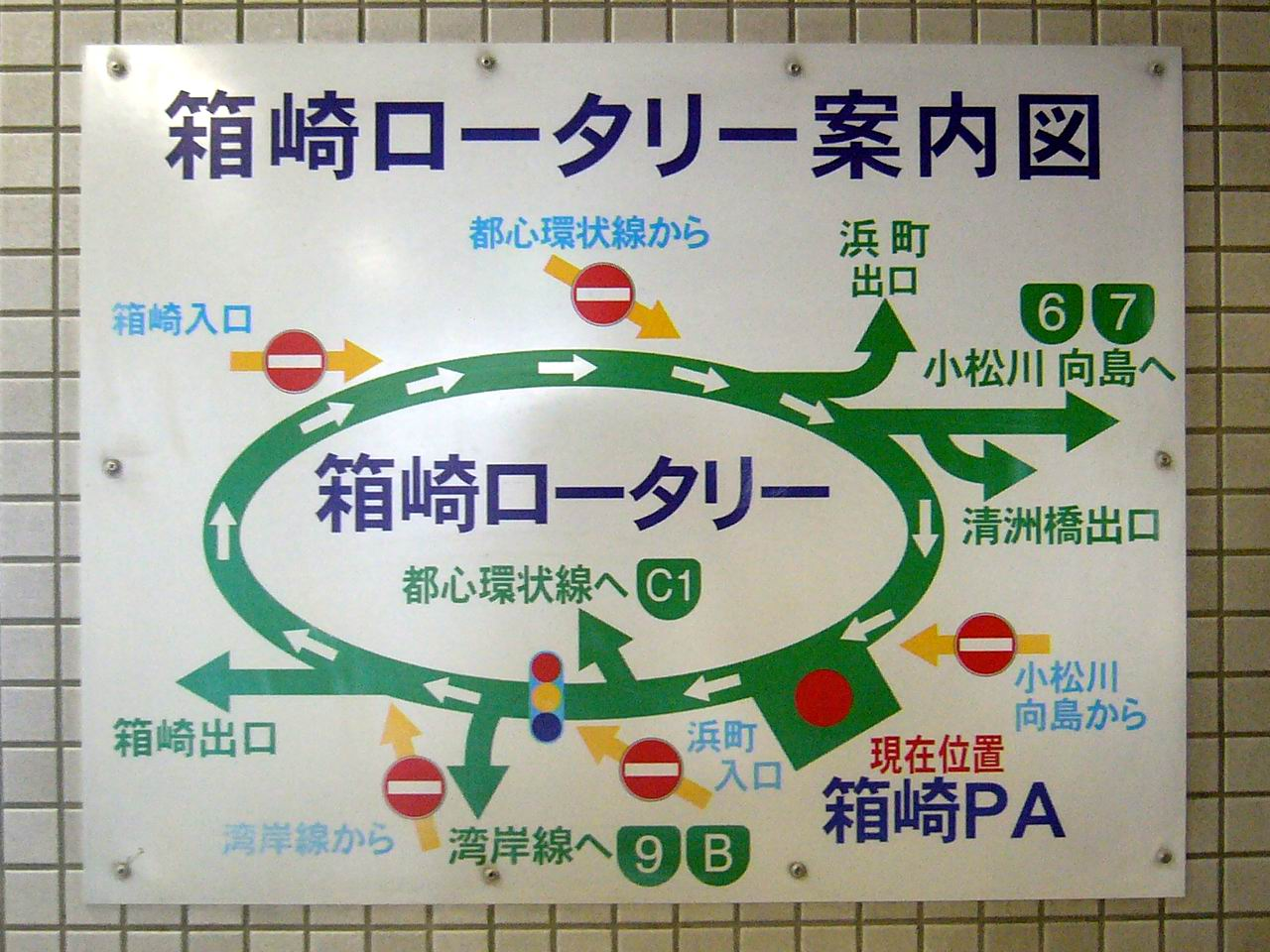
箱崎ロータリー案内図

箱崎パーキングエリア（はこざきパーキングエリア）は、東京都中央区の首都高速道路6号向島線上にあるパーキングエリアである。

## 概要
箱崎ジャンクション直下の箱崎ロータリーに接続している（6号向島線上りからの合流後すぐに入口がある）。このため、施設は1箇所のみだが、6号向島線両方向および9号深川線から利用できるほか、箱崎・浜町各入口から本線に上がる途中での利用も可能である。また、PA利用後は箱崎ロータリーを介して6号向島線両方向・9号深川線下り方向に復帰できるほか、箱崎・浜町・清洲橋各出口やT-CAT専用出口から一般道へ降りることもできる。駐車場および公衆便所は、首都高速道路株式会社東京東局の建物3階部分にある。
首都高本線上には箱崎PAの案内表示がほとんど無い。これは箱崎PAの駐車場が極めて小さく、案内表示をすることで利用者が増え、駐車場が混雑することを避けるためである（PA内の掲示にもそのように書かれている）。時間帯や交通状況によっては、一時閉鎖されることもある。箱崎PAから徒歩でT-CATや一般道に行くことはできない。

## 道路
- 首都高速6号向島線
- 首都高速9号深川線

## 施設
- 駐車場
  - 大型 2台
  - 小型 13台
  - 身障者用 1台
- トイレ
  - 男性 大3（和式0・洋式3）・小4
  - 女性 6（和式0・洋式6）
  - 身障者用 1
- 自動販売機
- インフォメーションコーナー
  - ETC利用履歴発行プリンター

## ギャラリー

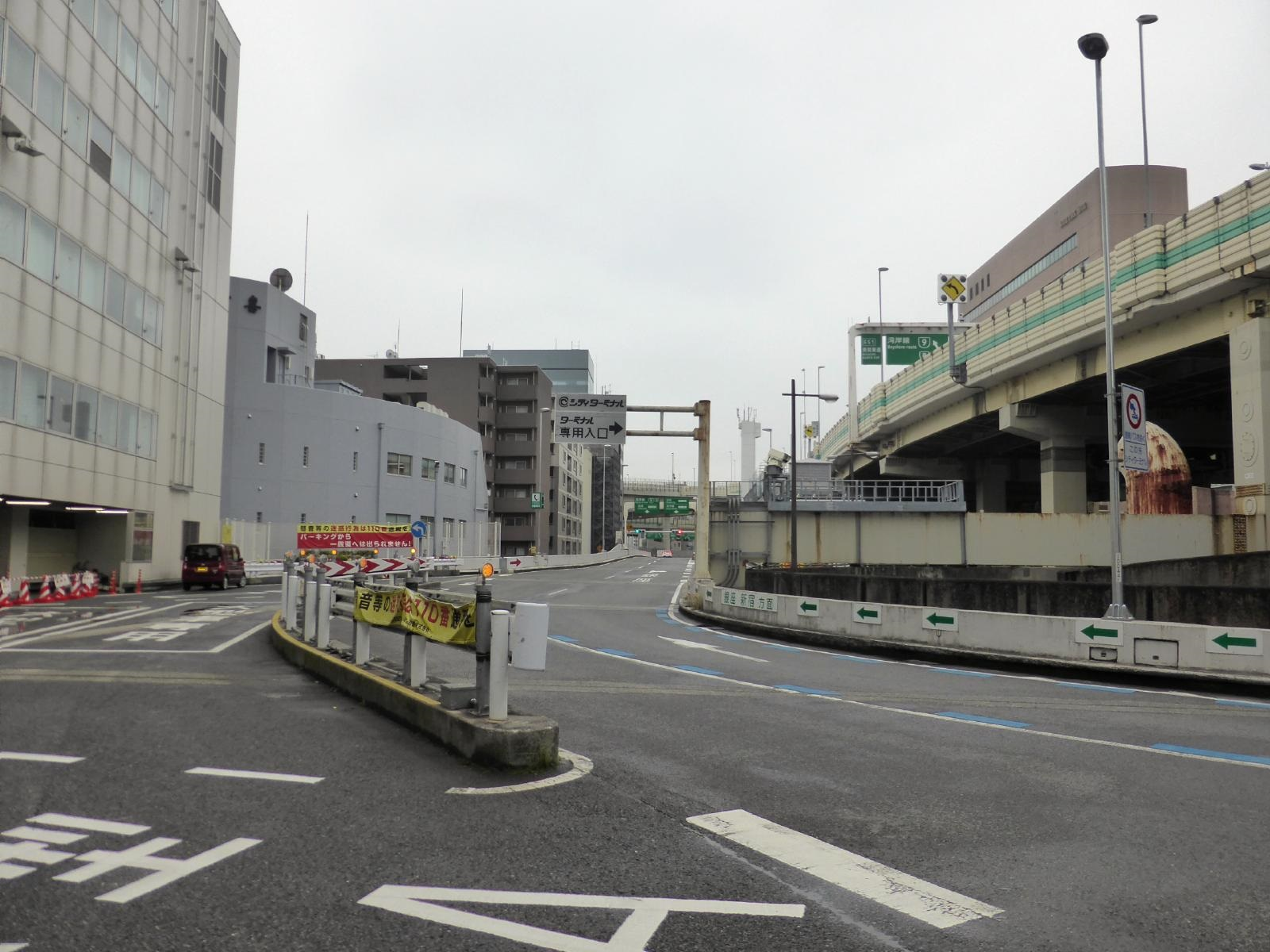
箱崎PAと箱崎ロータリー
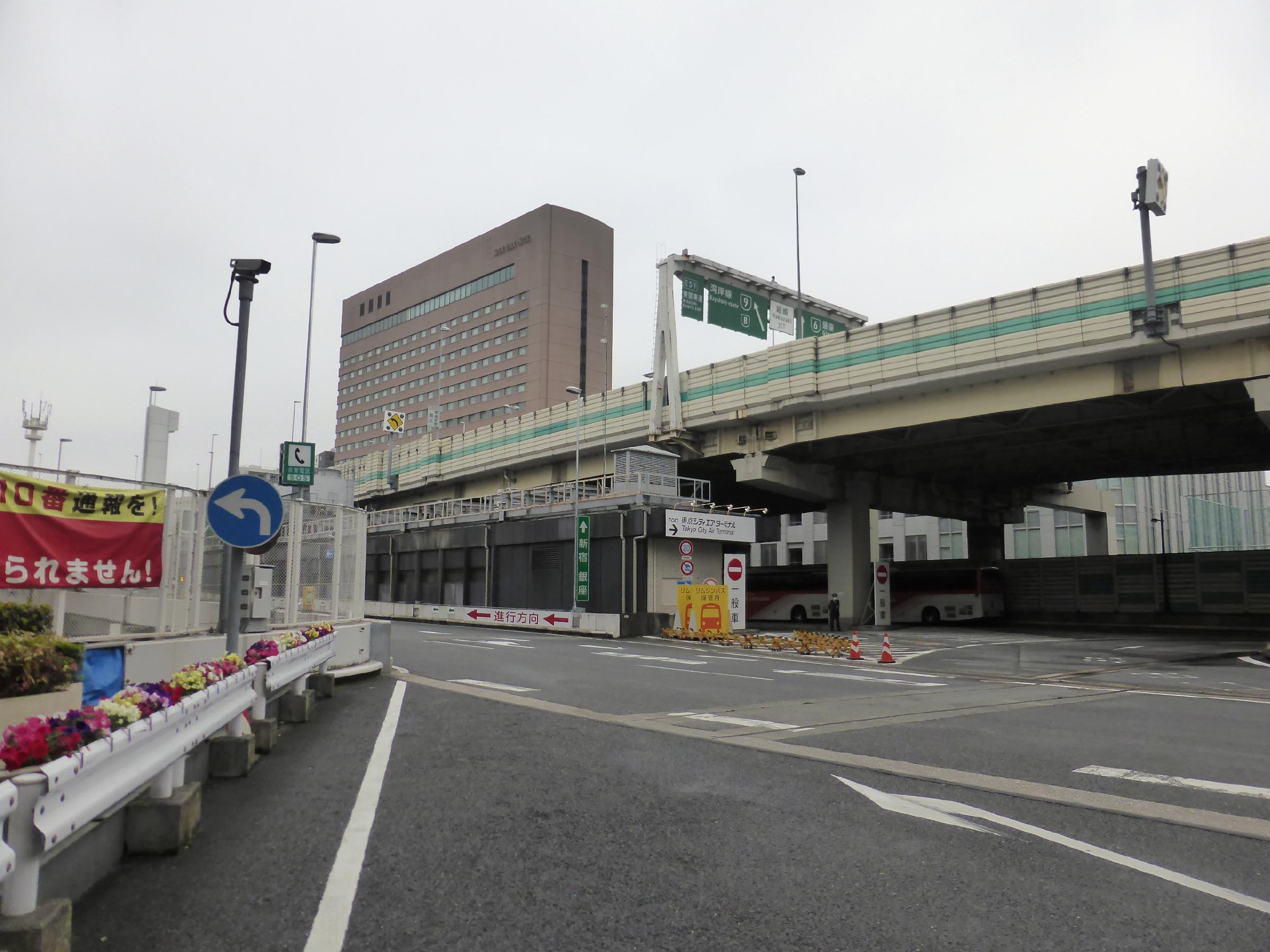
箱崎PAから見たTCATバス専用入口
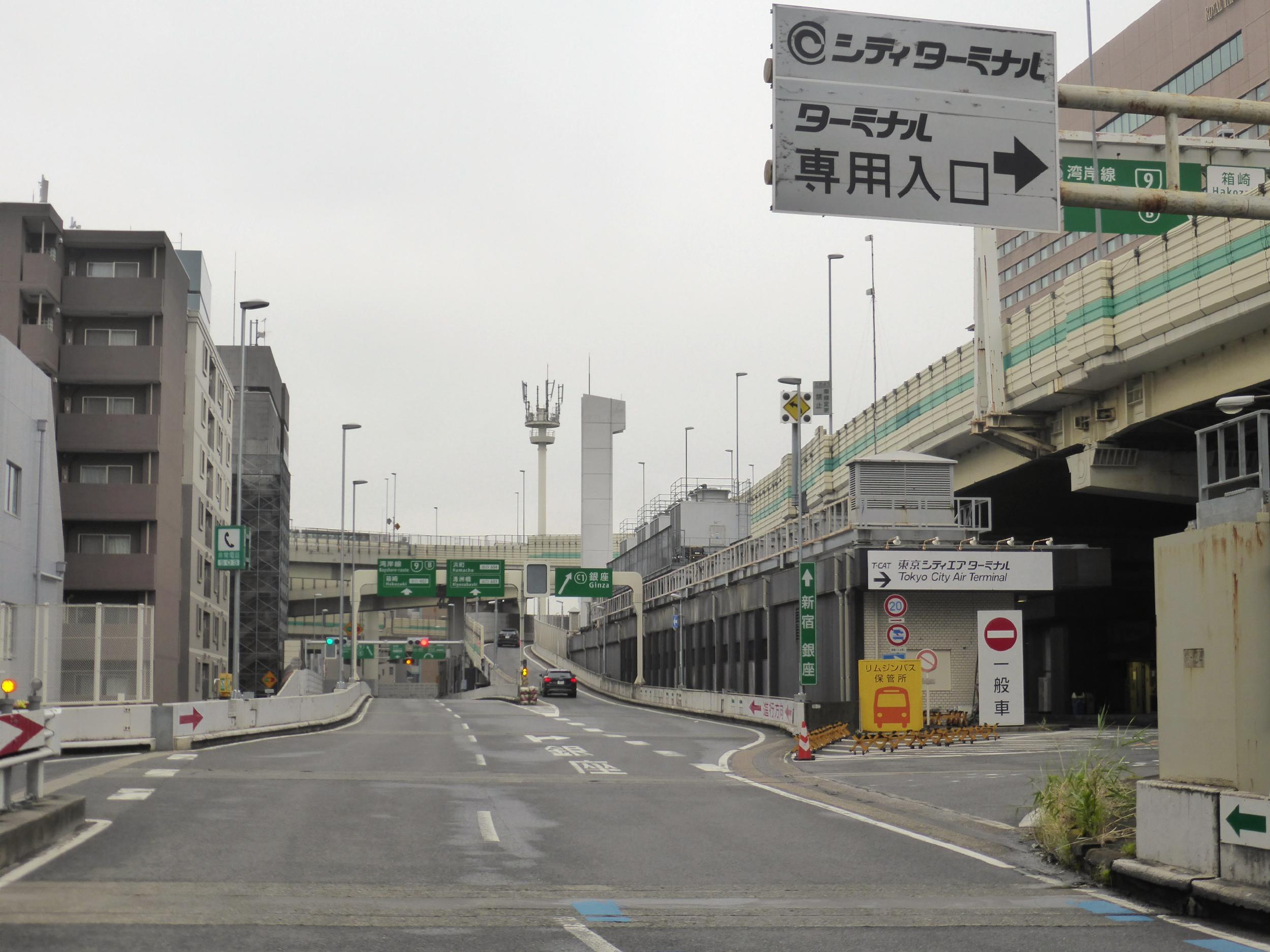
9号線 湾岸線 C1 東京シティターミナル
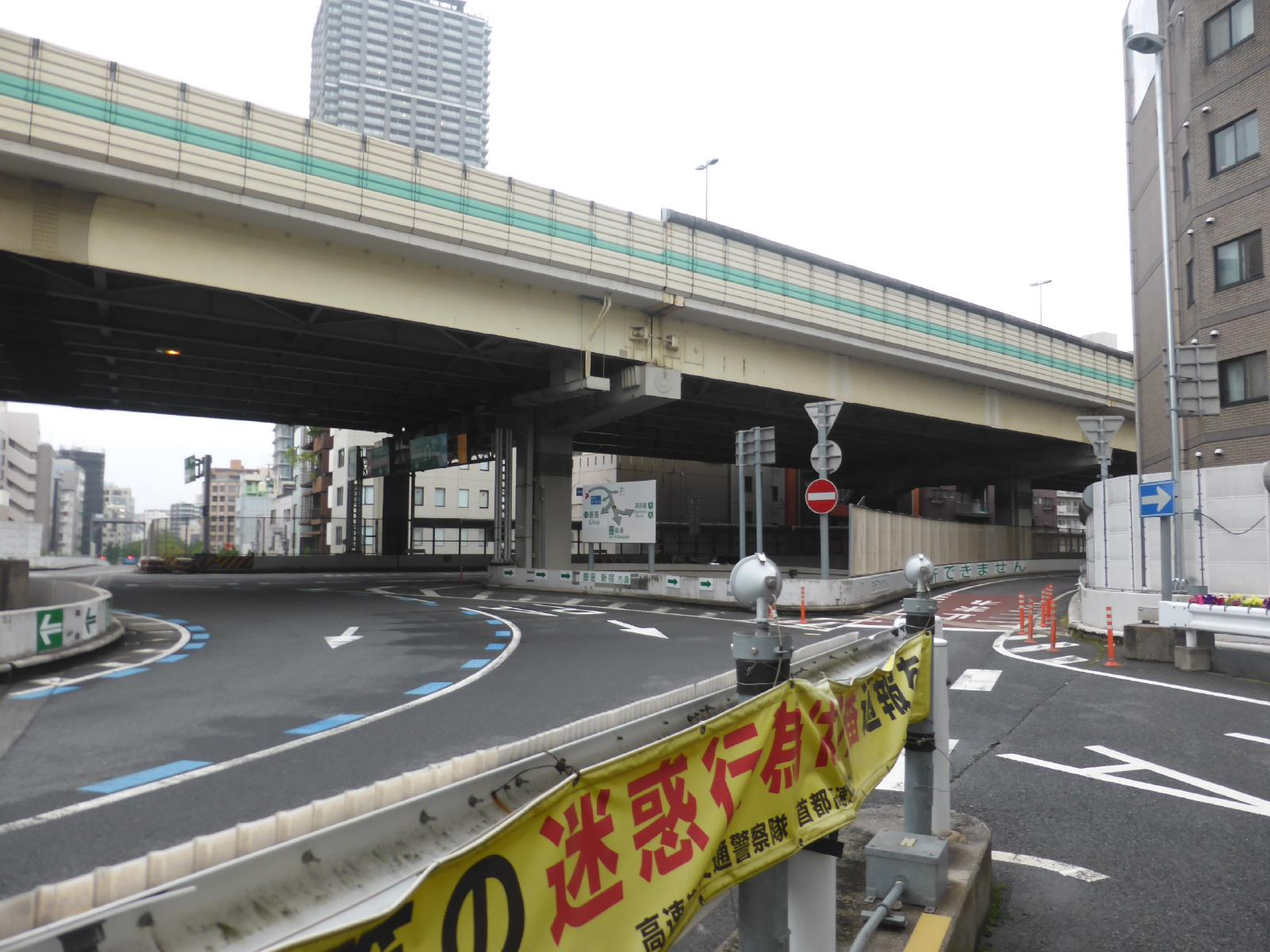
PAを背にロータリーと6号線隅田川方面
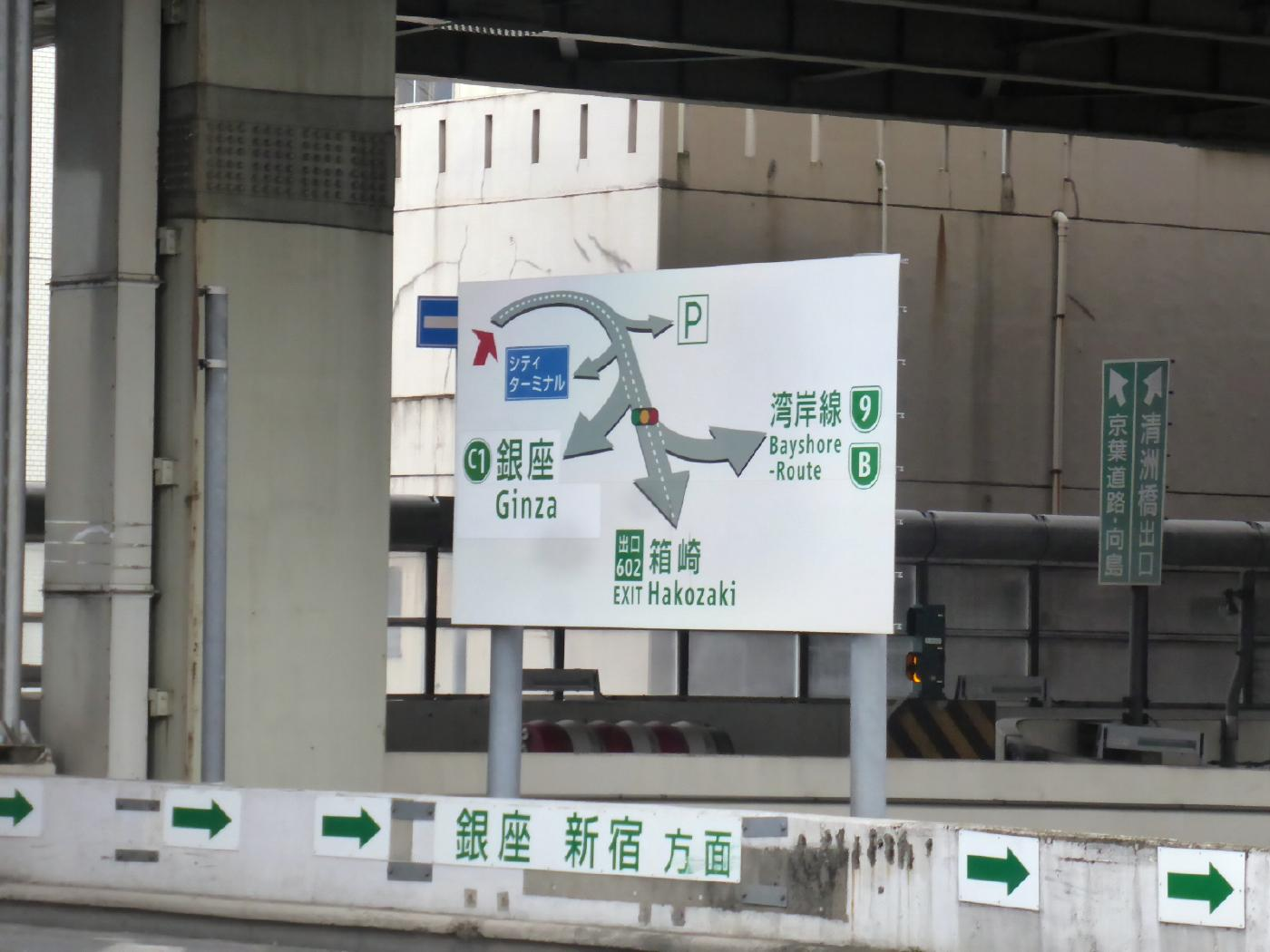
箱崎出口の途中に箱崎PAがある
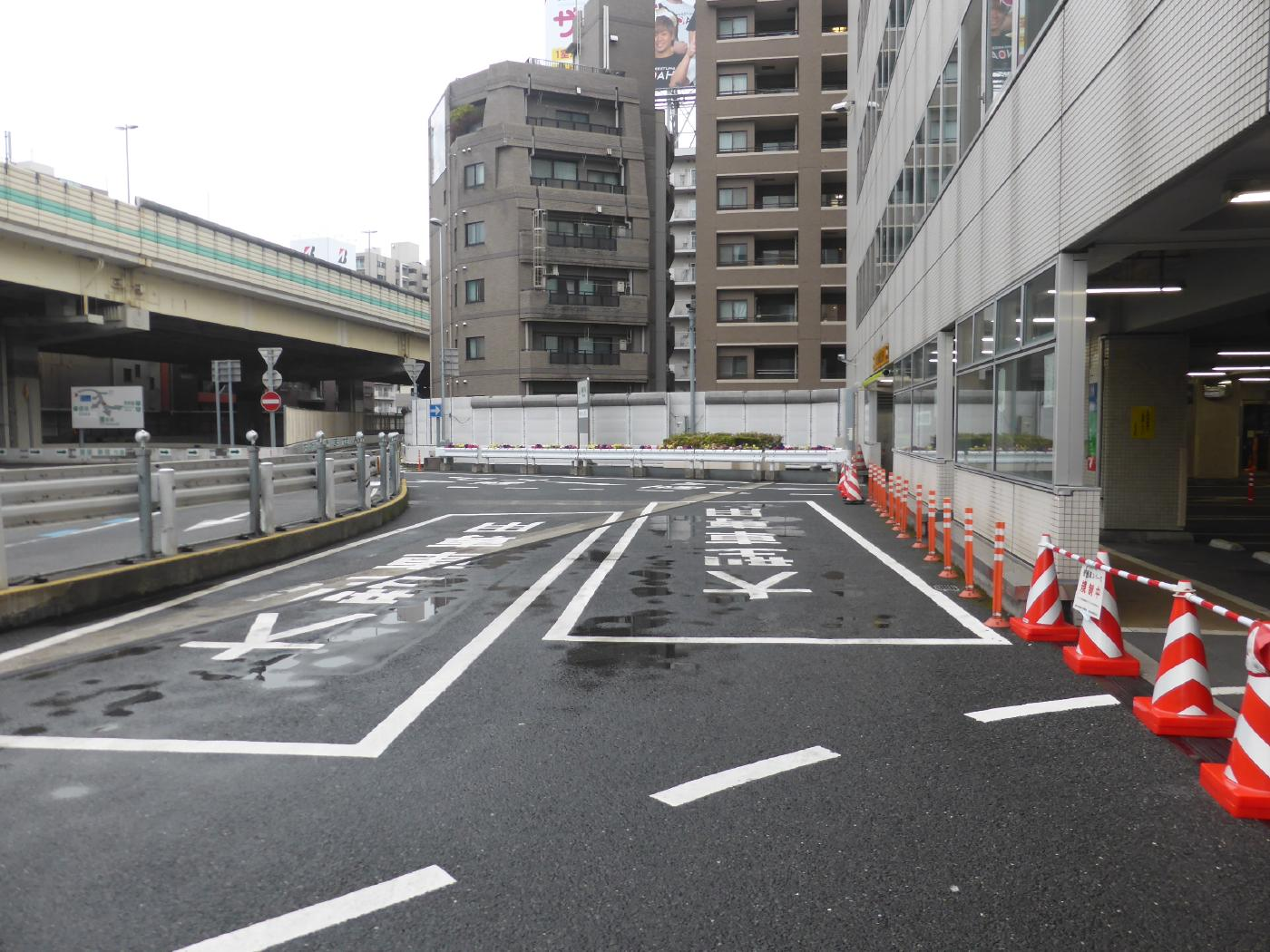
箱崎PAの外にある大型車駐車場
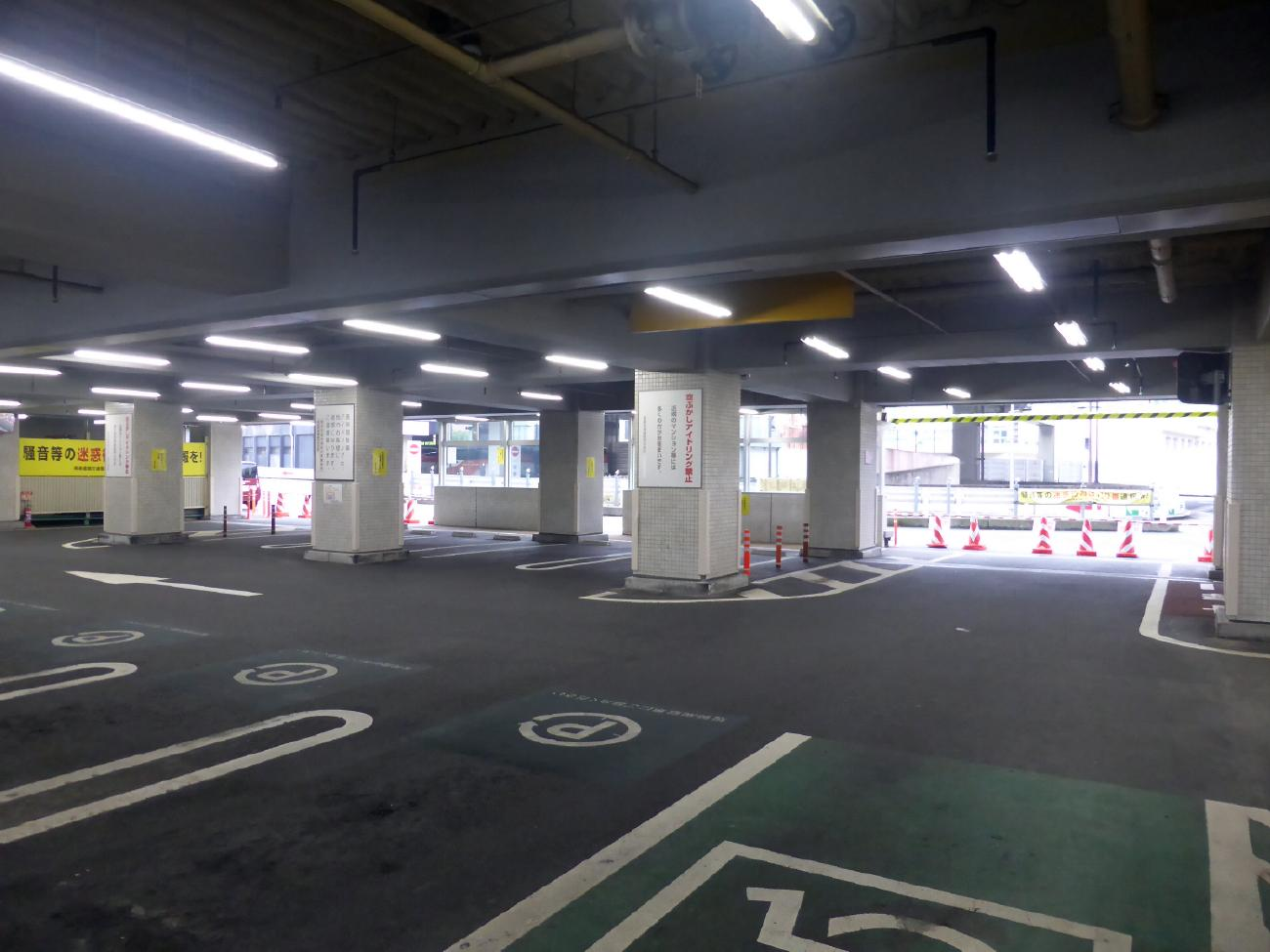
箱崎PAの入口と出口
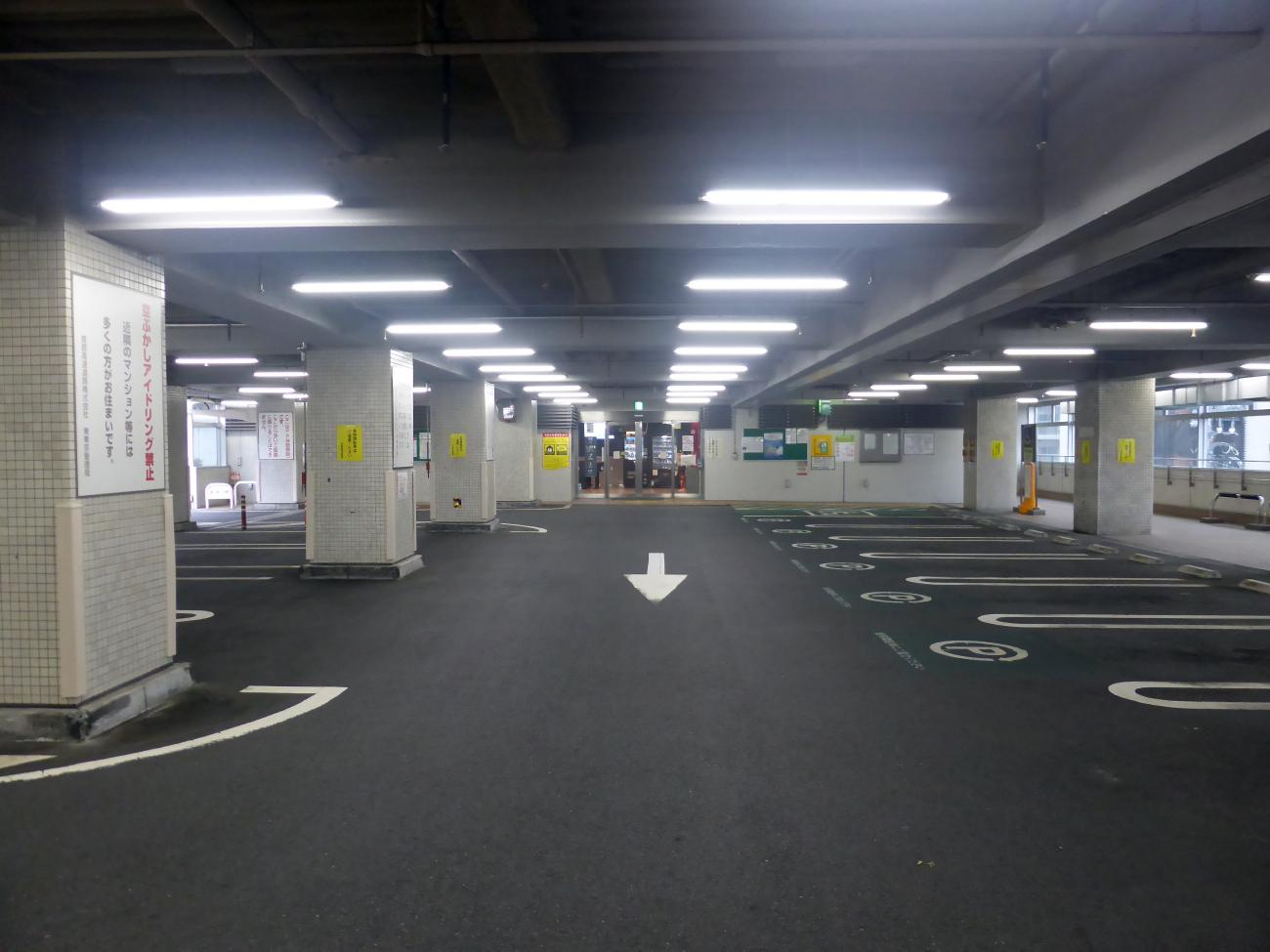
箱崎PA普通車駐車場全景
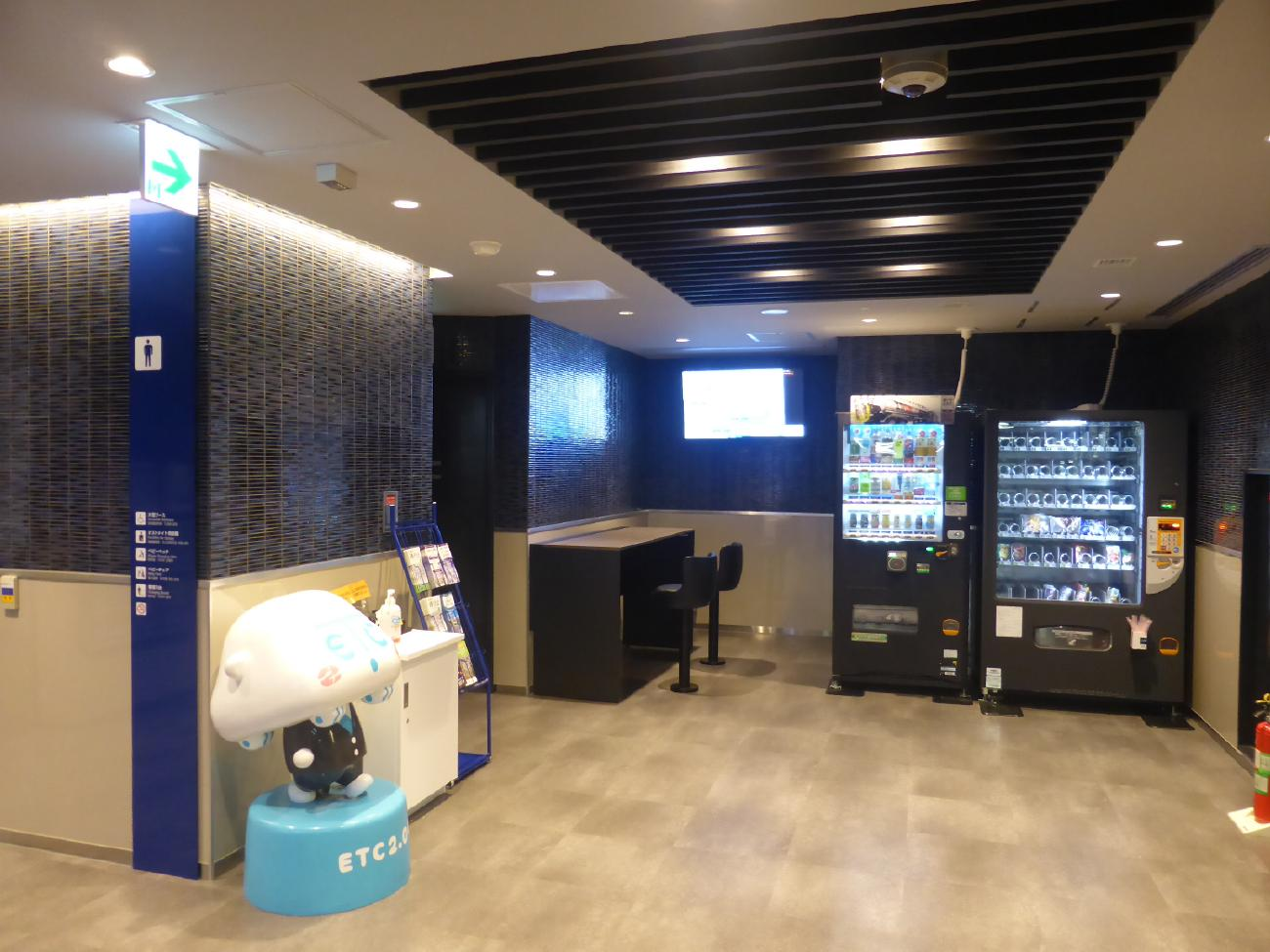
箱崎PA内にある飲料&菓子自販機

## 隣
首都高速6号向島線
江戸橋JCT - 箱崎JCT/(601,602)箱崎出入口/(604)浜町出入口/(603)清洲橋出口/箱崎PA - 両国JCT
首都高速9号深川線
箱崎JCT/(601,602)箱崎出入口/(604)浜町出入口/(603)清洲橋出口/箱崎PA - (902)福住出入口